# کنت (مینه‌سوتا)
کنت، مینه‌سوتا (به انگلیسی: Kenneth, Minnesota) یک شهر در ایالات متحده آمریکا است که در شهرستان راک واقع شده‌است.

## خصوصیات
کنت ۲٫۷۲ کیلومترمربع مساحت و ۶۸ نفر جمعیت دارد و ۴۸۱ متر بالاتر از سطح دریا واقع شده‌است.